# Joseph Wechsberg

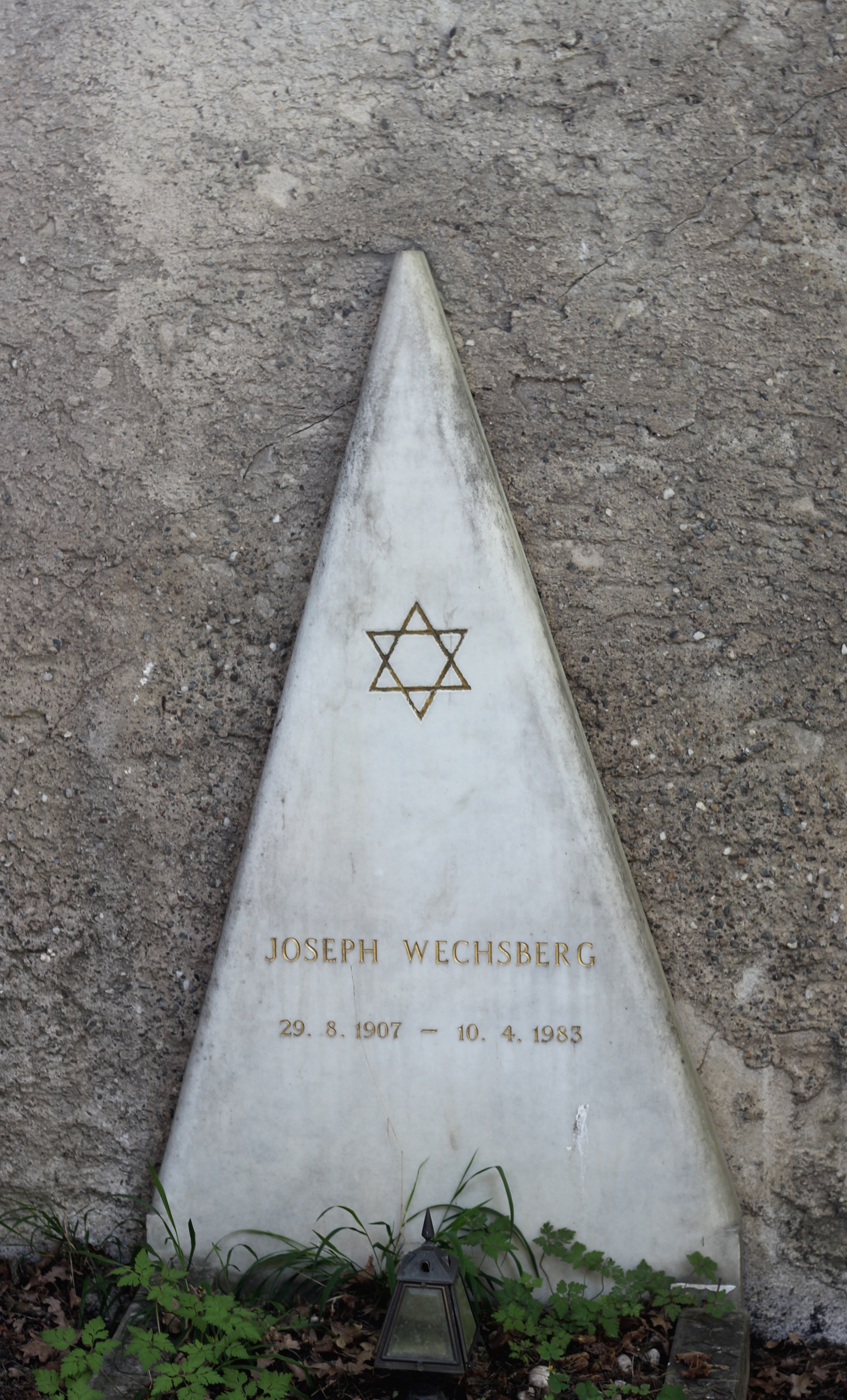
Grabstein Joseph Wechsberg am Jüdischen Friedhof in Meran

Joseph Wechsberg (geboren am 29. August 1907 in Mährisch-Ostrau, Österreich-Ungarn; gestorben am 10. April 1983 in Wien) war ein österreichischer Erzähler, Essayist und Journalist.

## Leben
Joseph Wechsberg wurde am 29. August 1907 in Mährisch-Ostrau (Moravska-Ostrava) geboren und in jüdischem Glauben erzogen. Sein Großvater war ein wohlhabender Bankier; das Familienvermögen ging jedoch im Ersten Weltkrieg verloren. Wechsbergs Vater fiel im Ersten Weltkrieg. 
Wechsberg besuchte eine zweisprachige Schule. Er studierte Rechtswissenschaft an der Karl-Ferdinands-Universität in Prag, Musik an der Universität Wien und Philosophie an der Universität von Paris. 1930 promovierte er in Prag summa cum laude zum Doktor der Rechte. Wie Alfred Polgar war er Mitarbeiter am Prager Tagblatt. Seit seinem 17. Lebensjahr hatte er außerdem Geige am Wiener Konservatorium studiert. Er spielte in Pariser Nachtklubs und fuhr 1927 und 1929 als Schiffsmusiker nach New York und in den Fernen Osten. Gleichzeitig versuchte er sich als Journalist und Reiseschriftsteller. Eine seiner ersten Veröffentlichungen, ein Reisebericht über seine persönlichen Erfahrungen im Fernen Osten, wurde in der Zeit des Nationalsozialismus verboten.
1936 arbeitete Wechsberg als Parlamentssekretär der Jüdischen Partei und als Anwaltsgehilfe in Prag. Er schrieb auch für die jüdische Zeitung Selbstwehr.  Er wurde 1938 von der tschechischen Regierung als Experte nach Amerika geschickt, um dort Vorträge über das Sudetenproblem zu halten. Bei seiner Ankunft wurde ihm geraten, nicht nach Europa zurückzukehren, da die Situation der Juden sich durch das Münchner Abkommen verschlechtert hatte. Seine Mutter Hermine Krieger wurde 1943 im KZ Auschwitz ermordet. Wechsberg nahm die amerikanische Staatsbürgerschaft an. Bis dahin hatte er Deutsch, Tschechisch und Französisch geschrieben; nun verfasste er die meisten seiner Berichte in Englisch. Seine feuilletonistischen Geschichten erschienen von 1943 an in den amerikanischen Magazinen Esquire und The New Yorker.
1943 wurde Wechsberg in die amerikanische Armee einberufen und als Militärkorrespondent nach Europa geschickt. In Köln war er 1945 im Auftrag der US-Army kurzzeitig Herausgeber der Armeegruppenzeitung Kölnischer Kurier, die an die Britische Rheinarmee abgegeben wurde. Nach dem Krieg veröffentlichte Wechsberg zahlreiche Berichte und Beiträge für verschiedene Zeitungen und Zeitschriften. Über seine Erlebnisse als Militärkorrespondent in seiner tschechischen Heimat schrieb er Homecoming. Von 1949 an bis zu seinem Tod war er der Europa-Korrespondent des New Yorker. Ab 1951 lebte er in Wien. Er ist in Meran bestattet.

## Werke (Auswahl)
- Visum für Amerika. 1939.
- Homecoming. A.A. Knopf, New York 1946.
  - Heimkehr. Arco 2015.
- Ein Musikant spinnt sein Garn. 1949.
- Champagner schon zum Frühstück. 1962.
- Lebenskunst und andere Künste. 1963.
- Land mit zwei Gesichtern. Kreuz und quer durch die Zone. 1964.
- Forelle blau und schwarze Trüffeln. 1964.
- Hochfinanz international. 1966.
- Doch die Mörder leben. 1967.[2]
- Der Stalinist. 1970.
- Zauber der Geige. 1974.
- Verdi. 1975.
- Eine fast vergessene Welt. 1980.
- Die Manschettenknöpfe meines Vaters. 1982.